# Dayananda Saraswati

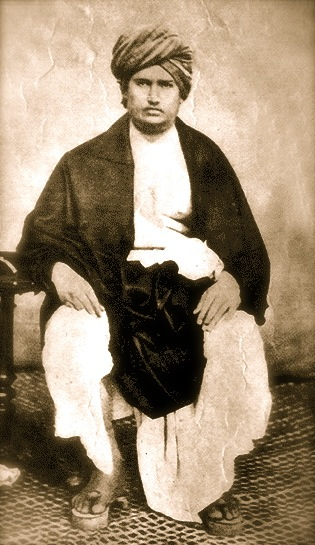
Dayananda Saraswati

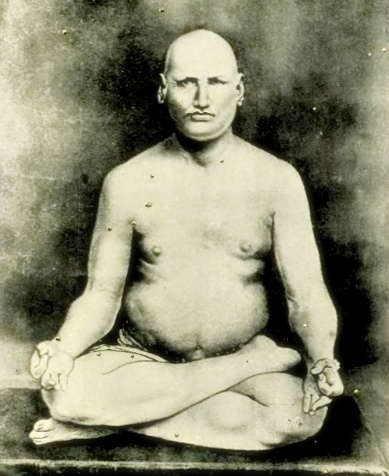
Dayananda Saraswati

Dayananda Saraswati (1823- 30 oktober 1883), dikwijls ook Swami Dayanand genoemd, is de inspirator van de Arya Samaj.

## Jeugd
Dayananda Saraswati werd in 1823 geboren in Tankara in Morvi. Aangenomen wordt dat hij oorspronkelijk Dayaram Mulshankar heette. Zijn vader behoorde tot de kaste der brahmanen; hij was zeer godsdienstig en een aanhanger van Shiva. Het sprak dus vanzelf dat Mulshankar zeer religieus werd opgevoed. Daarom nam zijn vader hem mee naar de tempel. Het verhaal gaat dat Mulshankar tijdens een wake tijdens het Shivarartrifeest (Mahashivaratri, de nacht van waken voor Shiva) als enige van de aanwezigen wakker bleef en toen zag dat de muizen het voedsel opaten dat aan Shiva geofferd was. Dit maakte zo'n diepe indruk op hem dat hij vanaf dat ogenblik alle verering van beelden vaarwel zei.
Toen zijn vader en moeder een bruid voor Mulshankar hadden uitgezocht, besloot hij te vluchten. Zijn ouders lieten naar hem zoeken. Hij werd gevonden, maar korte tijd later lukte het hem weer om weg te komen en deze keer lukte het hem ook om weg te blijven. Als een asceet zwierf hij door het noorden van India.

## Scholing
Nadat hij bij de rivier de Narmada was aangekomen, werd hij tot sannyasin gewijd en ontving hij de naam Dayananda Saraswati. Hij kwam terecht in de orde van de Dandi's. Daarna ging hij de Himalaya in op zoek naar de bronnen van de heilige rivier de Ganges.
In 1860 kwam hij in de stad Mathura. Daar vond hij Virjananda Saraswati (1779-1868), de guru die hem definitief de weg zou wijzen die hij moest gaan. Virjananda wijdde hem in in de Veda's, de oudste heilige geschriften in de wereld, die vanaf dat moment voor Swami Dayanand steeds belangrijker werden. In april 1863 zei Virjananda hem dat zijn opleiding voltooid was. Hij gaf Swami Dayanand de opdracht om de leer van de Veda's te gaan verkondigen.

## Eigen optreden
Daarna trok hij door het noorden van India. Op zijn reis kwam hij onder andere in Calcutta in contact met de Brahmo Samaj, in die tijd in India een belangrijke hervormingsbeweging binnen het hindoeïsme. Onder invloed van wat hij daar tegenkwam, nam hij het revolutionaire besluit om voortaan zijn geschriften niet meer in het Sanskriet te schrijven, de taal van de geleerden, maar in het Hindi, de taal van het volk. Ook kwam hij ertoe om een drukpers aan te schaffen om zo zijn geschriften een groter verspreidingsgebied te geven. In deze tijd schreef hij de eerste versie van de Satyarth Prakash (Het licht van de waarheid) en even later begon hij aan zijn eerste commentaren op de Veda's.
Ondertussen hield Swami Dayanand dikwijls debatten met andere hindoe-guru's en van tijd tot tijd ook met protestantse zendelingen. Dit optreden zorgde ervoor dat hij een kleine groep aanhangers kreeg. Toen hij in 1875 in Bombay was, besloten deze aanhangers de Arya Samaj (= vereniging van nobelen) op te richten. De aanhang van Swami Dayanand groeide, vooral in de Punjab. De Arya Samaj beoogde een hervorming van het hindoeïsme en was voor Swami Dayanand een middel waarmee hij openingen maakte naar een nieuwe vorm van hindoeïsme waarin geen ruimte was voor de verering van godenbeelden, waarin het mogelijk zou worden dat moslims en christenen door het ondergaan van een zuiveringsritueel (shuddhi) zouden kunnen terugkeren naar het hindoeïsme, en hindoe-weduwen de mogelijkheid zouden krijgen om een nieuw huwelijk te sluiten. Verder begon de Arya Samaj op initiatief van Swami Dayanand scholen te stichten waarin de leerlingen door lessen in Engels, wiskunde en natuurkunde werden voorbereid op een carrière in de moderne samenleving, maar tegelijkertijd onderwijs ontvingen in Hindi en de hindoetraditie.

## Leer
Zijn leer legde Swami Dayananda vast in de Tien Principes. Zie daarvoor het artikel over de Arya Samaj.

## Swarajya
In 1876, het jaar dat in Londen premier Disraeli koningin Victoria liet kronen tot keizerin van India, riep swami Dayananda op tot Swarajya ofwel zelfbestuur, onder de leuze "India voor de Indiërs". Deze oproep sloeg aan, al zou Dayananda dat niet meer meemaken.

## Zijn dood
Al in 1875 trok Swami Dayanand verder naar de Punjab, waar hij drie jaar verbleef. Toen trok hij naar het oosten in de richting van Delhi. Later, in 1879, was hij weer in Bombay. Kort daarna ontmoette hij in Saharanpur mevrouw Helena Blavatsky en kolonel Olcott van de Theosofische Vereniging. Ondertussen schreef hij in deze periode vele brochures en boeken, waaronder  de definitieve versie van zijn Satyarth Prakash.
Na verschillende omzwervingen kwam hij in mei 1883 aan in Jodhpur. Eind september 1883 werd hij ziek. Op advies van de arts reisde hij naar Mount Abu om op te knappen. Op 23 oktober nam de koorts weer toe en op 30 oktober 1883 overleed hij. Hij overleed als gevolg van vergiftiging.